# 桂花井镇
桂花井镇，原为桂花井乡，是中华人民共和国四川省内江市隆昌市曾经下辖的一个镇。2019年12月，撤销桂花井镇，将其所属行政区域划归黄家镇管辖。

## 行政区划
桂花井镇撤销前下辖以下地区：
高洞桥社区、秧草村、长田村、塘边村、高房村、豹子村和广安村。